# Atti della reale accademia d'Italia. Memorie delle classe di scienze fisiche, matematiche e naturali
Atti della reale accademia d'Italia. Memorie delle classe di scienze fisiche, matematiche e naturali (abreviado Atti Reale Accad. Italia, Mem. Cl. Sci. Fis.) fue una revista con ilustraciones y descripciones botánicas que fue publicada en Roma en los años 1940-1944.